# Pete McCann
Pete McCann (* um 1970 in Eau Claire, Wisconsin) ist ein US-amerikanischer Jazzgitarrist.

## Leben und Wirken
McCann studierte Ende der 1980er-Jahre an der North Texas State University, mit dessen Lab Band 1987 erste Aufnahmen entstanden.  1988 hatte er Unterricht bei Dave Holland und Kevin Eubanks im Rahmen des Banff Summer Jazz Workshop in Kanada. Nach seinem Studienabschluss zog er nach New York und trat mit eigenen Gruppen auf, meist in Trio- und Quartettbesetzung. In den folgenden Jahren arbeitete er u. a. mit der Bigband von Maria Schneider, Bobby Watsons  Electric Band, Jack Walrath and The Masters Of Suspense, dem East Down Septet (u. a. mit Jim Hartog, Rich Rosenzweig, Rich Rothenberg, Ron Horton, Tom Varner),  dem Jim Cifelli New York Nonet, dem Mahavishnu Project um Gregg Bendian,  The Other Quartet (mit Mark Ferber, Ohad Talmor, Russ Johnson) und der Tony Kadleck Big Band. 1998 legte er sein Debütalbum Parable (Palmetto Records) mit Eigenkompositionen vor, an dem Tim Lefebvre, Peter Epstein, Matt Wilson und Bruce Huron mitwirkten. 2000 entstand das Album You Remind Me of Someone (Palmetto), mit John Hébert und Mike Sarin. Im Bereich des Jazz war er zwnischen 1987 und 2015 an 66 Aufnahmesessions beteiligt, u. a. auch mit Ed Ware, Dave Pietro, Tom Varner, Dan Willis, George Schuller, Lindsey Horner, Curtis Stigers, Grace Kelly. Gegenwärtig (2019) spielt er in der Band von Scott Neumann und Tom Christensen, Spin Cycle.

## Diskographische Hinweise
- Most Folks (Omnitone, 2005), mit John O’Gallagher, Mike Holober, John Hebert, Mark Ferber
- Extra Mile (Nineteen-Eight Records, 2009), mit Matt Clohesy, John O’Gallagher, Mark Ferber, Henry Hey
- Range (Whirlwind Recordings, 2015), mit John O’Gallagher, Matt Clohesy, Mark Ferber, Henry Hey